# San Giovanni decollato (film 1917)
San Giovanni decollato è un film del 1917, diretto dal regista Telemaco Ruggeri.

## Trama
Il misogino ciabattino mastro Agostino chiede continuamente un miracolo a san Giovanni Battista, per il quale ha una grande venerazione: far sì che la moglie Lona, una lavandaia che lo strazia opponendosi ad ogni sua minima decisione, divenga muta.
La figlia Serafina, promessa in sposa dal padre ad un lampionaio, è innamorata del giovane Ciccino, il quale racconta ai nonni contadini che il padre della ragazza è un professore universitario a riposo, al fine di accrescere il loro affettuoso consenso verso la relazione.
Presto la verità viene a galla, e i due innamorati ricorrono alla classica "fuitina" siciliana, che deve necessariamente essere seguita da nozze riparatrici. A nozze avvenute, il miracolo del mutismo di Lona avviene, stabilendo l'equilibrio tra i coniugi e accrescendo la fede di Austino verso san Giovanni decollato.

## Produzione
La farsa fu scritta nel 1908 da Nino Martoglio appositamente per Angelo Musco e la sua compagnia teatrale, che Telemaco Ruggeri volle negli stessi ruoli anche per la trasposizione cinematografica.